# Oberer Bärmoossee
Der Obere Bärmoossee ist ein See in der Gemeinde Bad Gastein im österreichischen Bundesland Salzburg.

## Geografie
Der Obere Bärmoossee liegt auf einer Höhe von 1955 m ü. A. an den östlichen Berghängen des 2186 m ü. A. hohen Windschurriegels in der Ankogelgruppe. Er gehört zur Katastralgemeinde Remsach der Gemeinde Bad Gastein und zum Nationalpark Hohe Tauern. Der See erstreckt sich über eine Fläche von 0,42 ha. Er weist eine Länge von 95 m, eine Breite von 71 m und einen Umfang von 310 m auf.
Etwa 50 m nördlich des Oberen Bärmoossees liegt der Untere Bärmoossee. Weitere Gebirgsseen im Einzugsgebiet des Kötschachbachs sind der Gamskarlsee, der Kühkarsee, der Reedsee, der Tischlerkarsee und der Windschursee.

## Ökologie
Der Obere Bärmoossee ist ein oligotropher (nährstoffarmer) Gebirgssee. Ihm wird ein sehr großer ökologischer Wert beigemessen. Nördlich und östlich des Sees erstreckt sich ein Zirben-Wald, südlich und westlich ein Latschen-Buschwald.